# Бомбовый погреб
Бо́мбовый по́греб:
- в прежнее время казематированные кирпичные постройки со сводчатым покрытием, предназначаемые для хранения снаряжённых и неснаряжённых снарядов и зарядов (ныне пороховые погребы)[1][2];
- особые отделения в трюмах военных судов для хранения снарядов, преимущественно снаряжённых; на каждом судне местонахождение бомбового погреба составляет до известной степени секрет; ёмкость погребов равна боевому комплекту всех орудий судна[1][2].